# ألبرت ساندرز
ألبرت ساندرز هو سياسي كندي، ولد في 22 مايو 1889 في غلينوود في الولايات المتحدة، وتوفي في 29 مارس 1957. حزبياً، نشط في إتحاد مزارعي ألبرتا ‏. وقد انتخب عضو الجمعية التشريعية ألبرتا.